# Gamarra (miniserie)
Gamarra es una telenovela dramática peruana producida en el año 2011 por Del Barrio Producciones para la cadena América Televisión. Se basa en la vida de los trabajadores del emporio comercial homónimo ubicado en el distrito de La Victoria. Está protagonizada por Nikko Ponce y Leslie Guillén. A su vez, está antagonizada por Mario Ballón, Lucho Cáceres, Fiorella Díaz y Sofía Rocha.

## Argumento
En el año 1990, Moisés (Gustavo Cerrón) proveniente de Junín llega a Lima junto a su esposa María (Gabriela Velázquez) y a sus tres menores hijos: Aquiles (Marco Antonio Ramírez), Héctor (Dayiro Castañeda) y Gloria; buscando mejorar su economía se instala en el jirón Gamarra como comerciante informal para vender las prendas de vestir que él mismo confecciona.
Moisés es un hombre honesto, trabajador y sobre todo buen padre. Todo va bien en su vida, hasta que aparece en la historia Oliverio (Lucho Cáceres), un hombre sin principios ni moral y capaz de todo por lograr sus objetivos. Oliverio aparenta ser amigo de Moisés, pero realmente lo ve como competencia.
Sorpresivamente y antes de concretar su sueño de lanzar su nueva creación al mercado, Moisés muere asesinado trágicamente de 8 acuchilladas por un sicario mandado por Oliverio.
Veinte años después, los hermanos Héctor (Nikko Ponce) y Aquiles (Mario Ballón), llevados por la ambición, inician una disputa por apoderarse de la floreciente empresa de confecciones que dejó su padre. Por lo tanto, Gloria (Leslie Guillén), la hermana menor, quien es una estudiante de diseño de modas, junto a su madre asume las riendas tanto de la familia y también las del negocio.

## Reparto

### Principales
- Mario Ballón como Aquiles Gamarra Fernández
- Leslie Guillén como Gloria Gamarra Fernández
- Nico Ponce como Héctor Gamarra Fernández
- Gabriela Velásquez como María Fernández Vilca Vda. de Gamarra
- Amparo Brambilla como Tomasa Chumbe Aguilar Gómez de Mendoza[2]
- Sofía Rocha como Fedora Caballero Dueñas Vda. de Albunnker
- Pierina Carcelén como Paulina Fuentes Hernández
- Fiorella Díaz como Úrsula Barrientos Acosta «La Tarántula»
- Óscar Ugaz como Dante Gómez Buitrago
- Óscar López Arias como Marlon Brandon Camino
- Nicolás Fantinato como Alberto «Tito» Caballero Dueñas
- María Angélica Vega como Ana Díaz Fonnegra de Caballero
- Sandra Vergara como Milagros «Mía» Caballero Díaz[2]
- Úrsula Mármol como Noelia Hernández Solano Vda. de Fuentes
- Nicolás Galindo como Elvis Mendoza Chabe
- Carla Barzotti como Lorelei Barjuch Gaviria
- Joselito Carrera como Sebastián Nieto Andrade[2]
- Jely Reátegui como Dulce María Rojas Antia
- Esteban Philipps como Gonzalo «Chalo» Barrientos Acosta
- Micheille Soifer como Chiquinquirá[2]
- Jhoany Vegas como Altagracia Tarquino Bocanegra[2]
- Axel Córdova como Cristóbal Fuentes Hernández
- Pold Gastello como Reginaldo
- Franklin Dávalos
- Lucho Cáceres como Oliverio Barrientos del Águila
- Elva Alcandré

### Recurrentes e invitados especiales
- Gustavo Cerrón como Moisés Gamarra Huari
- Dayiro Castañeda como Héctor Gamarra Fernández (niño)
- Marco Antonio Ramírez como Aquiles Gamarra Fernández (niño)
- Yaco Eskenazi como Ezequiel
- Génesis Tapia como Tatiana
- Annika Ryberg como Christina Rosell
- Mariella Zanetti como Betty[3]
- María Grazia Gamarra
- Vania Accinelli